# THE HEART
THE HEART（ザ・ハート）は、井口一彦を中心に1983年に結成されたバンド。1988年にデビュー、1992年に解散した。

## メンバー
- 井口一彦（いぐち かずひこ、1966年11月23日 - ） - ボーカル・サイドギター
- 藤尾領（ふじお りょう、1966年6月3日 - ） - 2代目ギター。1989年からサポートメンバーとして参加。翌1990年正式メンバーとなる。1991年脱退。
- 太田択馬（おおた たくま ） - 3代目ドラム。2007年から参加。
- 石黒淳一（いしぐろじゅんいち、1967年6月19日 - ） - 2代目ベース。2007年から参加。

## 元メンバー
- 斉藤律 （さいとう りつ、1967年（昭和42年）3月15日 - ） - 初代ギター。1989年脱退。
- 後藤進（ごとう すすむ） - 初代ベース。
- 辻武春 （つじ たけはる） - 初代ドラム。1989年脱退。
- 草野憲一 （くさの けんいち、1967年6月21日 - ） - 2代目ドラム。1989年にサポートとして参加し、1991年「アカシア」発売後のツアーで正式加入するが、1992年にバンドが解散したため、結果ワンツアーのみの参加となる。

## サポート・メンバー
- 五十嵐公太（いがらし こうた、1963年1月17日 -） - ドラム。辻脱退から草野加入までサポートとして参加。
- 田中一郎（たなか いちろう、1954年12月8日 -） - ギター。「雨は止みそうもない」から「アカシア」まで3作のアルバムの音楽プロデューサー。「黄熱」「アカシア」ではスタジオ・ミュージシャンとして参加。再結成後ライブもゲストとして参加。

## 概要・来歴
1983年、井口・辻・後藤のバンドに斉藤が加入、THE HEART始動。1985年、ヤマハEastWestでグランプリ受賞。当時ドラマーであった辻はベストドラマー賞も受賞。1988年2月、アルバム『CHAPMAN』でデビュー。メンバー・チェンジは激しかったが井口の迫力あるボーカルである程度の成功を収める。BEAT CHILDや広島平和コンサート、ロックンロールバンドスタンドなどのイベントにもデビュー前年から複数回参加。1992年、解散。2005年、一時的に再結成、各地でライブを敢行。2007年以降、活動は行われていない。

## エピソード
アマチュア時代、コンテストに数多くエントリーしていた理由は1984年のYAMAHA EastWestでTHE HEARTが予選敗退に終わり、知り合いのバンドを全国大会会場である中野サンプラザに観に行ったこと悔しさからと言われている。その大会は後の"中期"～"後期"のTHE HEARTの要的存在藤尾領率いるA-JARIも出場していた。
1985年のYAMAHA EAST&WESTのジュニア部門でグランプリを受賞したが、当時の大手レコード会社7社からのオファーはあったものの、芸能事務所からの誘いはなかった。その事実を隠されたままYAMAHAから誘いがあったが、席上で他社からのオファーがあった話を聞いた井口はYAMAHAの誘いを全面的に断った。
THE HEARTの1stアルバム『CHAPMAN』は、ジョン・レノンを銃殺した犯人、マーク・チャップマンを題材にしたものであるが、井口含め当時のメンバーはジョン・レノンやビートルズに興味はなかった。
所属事務所はマザーエンタープライズ。レコード会社は同社のレコードレーベル、Mother&Childrenであったが、レーベルは後にアルファ・ムーンと合併しMMGとなり、その後イーストウエスト・ジャパンと社名変更、ワーナーミュージック・ジャパンに吸収合併されている。
当時、ライヴで使用していたオベーションは尾崎豊所有のものだった。
当初、デビューはもっと早い時期に予定されていたが、RED WARRIORSのデビューが重なり、伸ばし伸ばしにされた。しかし、RED WARRIORSとの新宿LOFTでの対バンライヴがあった事により所属事務所から直接契約交渉を受ける事になった。

## ディスコグラフィー

### アルバム
| 発売日         | タイトル                 | プロデューサー | 品番      | 備考             |
| -------------- | ------------------------ | -------------- | --------- | ---------------- |
| 1988年2月1日   | CHAPMAN                  | 樫原伸彦       | MCD-1002  |                  |
| 1990年3月10日  | CHAPMAN                  | 樫原伸彦       | AMCX-4059 | 再発             |
| 1988年11月21日 | 雨は止みそうもない       | 田中一郎       | MCD-1005  |                  |
| 1990年3月10日  | 雨は止みそうもない       | 田中一郎       | AMCX-4060 | 再発             |
| 1989年11月28日 | 黄熱                     | 田中一郎       | 32XM-100  |                  |
| 1991年7月25日  | アカシア                 | 田中一郎       | AMCX-4111 |                  |
| 1996年7月25日  | a Chronicle of THE HEART |                | AMCX-4262 | ベスト・アルバム |

### シングル
| 発売日         | タイトル           | c/w                          | 品番      | 備考         |
| -------------- | ------------------ | ---------------------------- | --------- | ------------ |
| 1988年4月1日   | JENIFFER           |                              |           |              |
| 1988年7月21日  | 風の詩-THE DAY-    | 君の姿をさがしてる           |           |              |
| 1988年11月21日 | 雨は止みそうもない | アイツとバッシュとマドンナと | MCD-8     |              |
| 1989年6月1日   | 最後の砦           | 優しさの跡で                 |           |              |
| 1990年10月25日 | マーガレット       | 陽のあたらない部屋           | AMDX-6024 |              |
| 1991年7月10日  | 遠い足跡           | マーガレット                 | AMDX-6039 | VictoriaCM曲 |

### ビデオ
| 発売日         | タイトル                       | 品番      | 備考    |
| -------------- | ------------------------------ | --------- | ------- |
| 1992年11月10日 | THE HEART VIDEO CLIPS 88-91 轍 | AMVX-8019 | 6曲収録 |

### 自主制作
| 発売日 | タイトル | 備考    |
| ------ | -------- | ------- |
| 1983年 | （不明） | 5曲収録 |

### オムニバス
| 発売日 | タイトル                                 | 備考         |
| ------ | ---------------------------------------- | ------------ |
| 1985年 | Light Music Contest'85 East West'85 LIVE | stardust収録 |

## タイアップ一覧
| 使用年 | 曲名     | タイアップ           |
| ------ | -------- | -------------------- |
| 1991年 | 遠い足跡 | 「Victoria」CMソング |

## 参考
“THE HEART作品”.  オリコンスタイル. 2015年1月24日閲覧。